# Adelheid Spitzeder

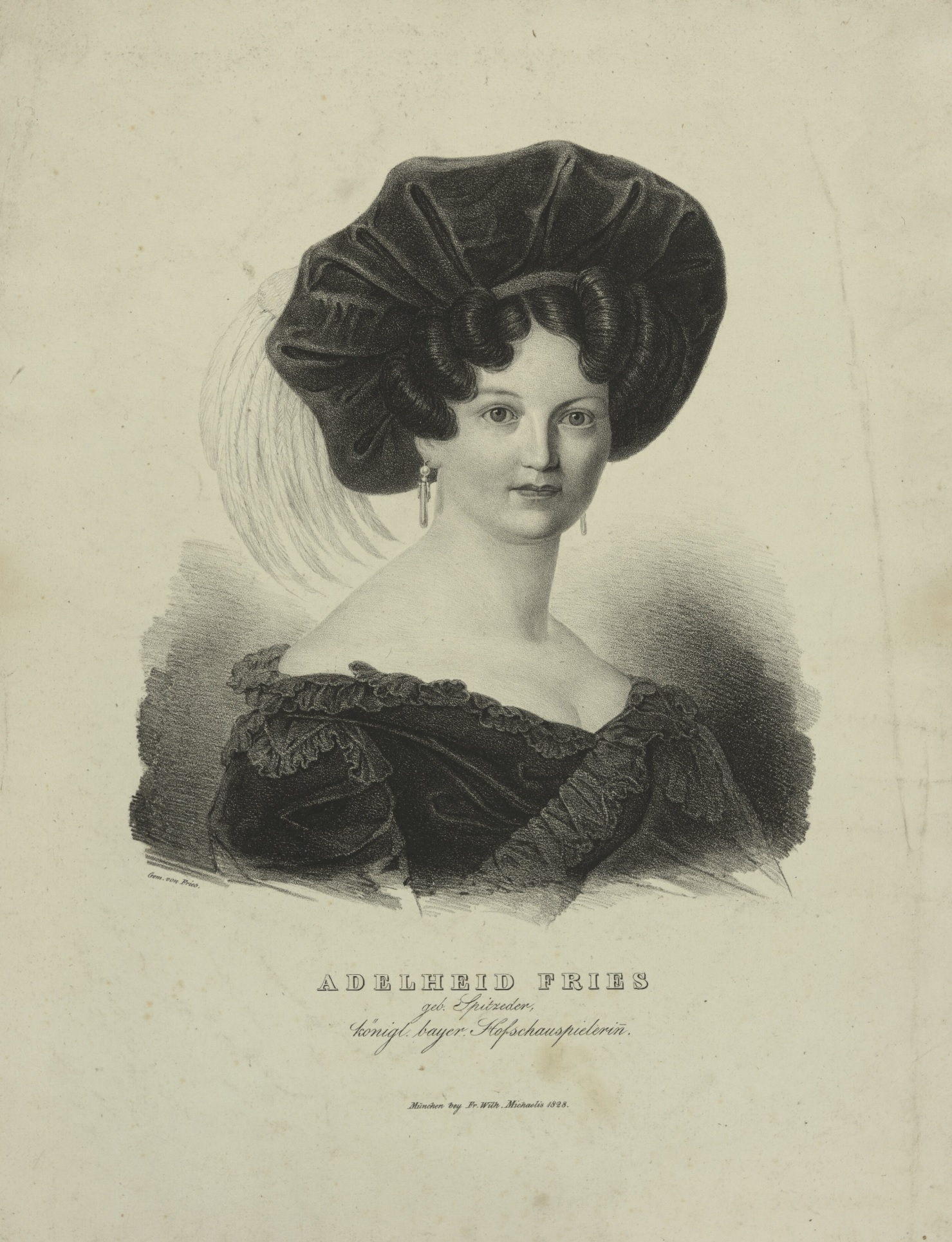
Adelheid Fries, geb. Spitzeder (1828)

Adelheid Spitzeder (eigentl. Maria Gertrudis Spitzeder, getauft 7. April 1793 in Bonn; † 21. November 1873 in München) war eine deutsche Schauspielerin und Sängerin.

## Leben
Adelheid Spitzeder war eine Tochter des Sängers Johann Baptist Spitzeder (1764–1842), der ab 1789 in Bonn wirkte, wo sie vier Jahre später geboren wurde. Ihre Mutter war Maria Agnes Spitzeder geb. Klein.
Anschließend lebte sie mit ihrer Familie 1799 bis 1804 in Kassel und Weimar sowie 1804 bis 1808 in Regensburg, Amberg, Ansbach, Karlsbad und Bayreuth.
Ab 1808 war sie in Nürnberg engagiert, wo sie im Dezember 1814 den Maler und Sänger Christof Fries (1787/88–1857) heiratete, von dem sie 1840 wieder geschieden wurde.
1816 bis 1818 folgten Auftritte in Hannover, Mannheim und anderen Städten.
Von 1820 bis zu ihrer 1846 erfolgten Pensionierung gehörte Adelheid Spitzeder zum Ensemble des Münchner Hoftheaters.

## Familie
Adelheid Spitzeder hatte drei Geschwister:
- Johannes Spitzeder (getauft 6. September 1791 in Bonn, St. Gangolf).
- Josef Spitzeder (eigentlich Johannes Josephus Salome Spitzeder, getauft 2. September 1794 in Bonn, St. Remigius; † 13. Dezember 1832 in München), der als Theaterschauspieler und Opernsänger (Bass) tätig war.
- Maria Agnes Spitzeder (getauft 18. Juni 1796 in Bonn, St. Remigius).